# Magic Girl
Magic Girl fu una rivista mensile per bambine pubblicata dalla Mattel in Italia dal 1987, parallelamente alla versione per maschi, Magic Boy.

## Storia editoriale
La testata esordì ad agosto 1987 e pubblicò solo due numeri prima di ricominciare l'anno successivo con una seconda serie che venne pubblicata per 41 numeri fino al 1991. Si presenta come un catalogo dei giocattoli prodotti dalla Mattel con qualche rubrica di giochi e brevi storie a fumetti. La seconda serie fu mensile con fumetti e rubriche per ragazze. Il suo prezzo, abbastanza elevato per l'epoca (5000 lire), veniva compensato dai gadget che accompagnavano ogni sua uscita.
La rivista oltre alla sezione giochi, all'angolo della posta, all'oroscopo, alle interviste, conteneva nei primi numeri dei dossier denominati "Magic Zoom", erano degli inserti che trattavano di volta in volta temi differenti come i Tuaregh (nel n. 3), i Maya (nel n. 4), il Giappone (nel n. 6), il Natale (nel n. 8), la storia della bambola (nel n. 11), divi e divine (nel n. 13), il mare (nel n. 15), eroine di carta e cartone (nel n. 21), il paese dei tulipani (nel n. 26). 
Il periodico  pubblicava  fumetti basati sui giocattoli prodotti all'epoca dalla Mattel. Ogni mese proponeva storie sui seguenti personaggi:
- Lady Lovely Locks (primi 29 numeri)
- il fotoromanzo della Famiglia Cuore (primi 21 numeri)
- i fumetti e le fotonovelle di Barbie (primi 35 numeri)
- Cherry Merry Muffin (dal numero 21 al 35)
- Poochie (primi 41 numeri)

Dal numero  30  sono apparsi anche altri fumetti non tratti dai giocattoli come Chiara e la baby magica, Magic nursery, Giorni di tuono (tratto dal film di Tom Cruise), Giannino e co.; Signor Meno e signor Più, Silverland, una storia sugli gnomi molto simile al cartone animato David Gnomo amico mio, Tre cuori per Rosy un manga di Ito Kako, Luxia la principessa delle stelle (la storia e i disegni sono stati eseguiti in Italia, ma ricordano molto da vicino i personaggi dell'anime Shurato), il fumetto si protrae fino alla chiusura della rivista senza essere giunto a una conclusione.